# Вощевський Валерій Миколайович
Валерій Миколайович Вощевський (нар. 12 червня 1956, с. Галиця, Ніжинський район, Чернігівська область) — український підприємець і політик. З 2 грудня 2014 — Віце-прем'єр-міністр України в другому уряді Арсенія Яценюка.

## Освіта
У 1977 закінчив Київський інститут народного господарства (за фахом «Економіка і планування матеріально-технічного постачання»). У 1991 — Всесоюзну ордена Дружби народів Академію зовнішньої торгівлі, м. Москва (за фахом «Міжнародні економічні відносини»).
1990 — слухач програми спеціальної підготовки у Дюкському університеті (США).

## Кар'єра
1977—1979 — служба в армії.
1979—1984 — економіст, старший економіст, начальник відділу Київського заводу штучних шкір «Вулкан».
1984—1989 — заступник генерального директора ВО «Київгума».
З 1995 — президент корпорації «Агронафтопродукт».
З 1996 — президент Селянської інноваційної компанії «Сінком-Холдинг».
2002—2003 — заступник керівника Головного управління з питань внутрішньої політики Адміністрації Президента України Леоніда Кучми.
2003—2005 — перший заступник Міністра економіки та з питань європейської інтеграції України Валерія Хорошковського (відповідав за зв'язки з Верховною Радою).
2005—2006 і 2008—2010 — голова правління ВАТ "ДАК «Автомобільні дороги України».
17 березня — 17 травня 2010 — голова Державної служби автомобільних доріг України («Укравтодор»).
2012—2014 — голова наглядової ради ПАТ "Чернігівська кондитерська фабрика «Стріла».

## Державна служба
1 вересня 2015 року віце-прем'єр-міністр Валерій Вощевський подав у відставку з займаної посади. «Рішення фракції Радикальної партії (Олега Ляшка) про вихід з коаліції було прийнято одноголосно. Всі депутати фракції, без винятку, підтримали це рішення. Це означає для мене особисто — складання своїх повноважень, як віце-прем'єр-міністра», — заявив він. За словами Вощевського, після рішення фракції Радикальної партії про вихід з парламентської коаліції, фракція не може мати своїх представників у Кабінеті Міністрів.
17 вересня 2015 року Верховна Рада України звільнила Валерія Вощевського з посади віце-прем'єр-міністра України. 59-річний Вощевський обіймав посаду віце-прем'єр-міністра України з 2 грудня 2014.

## Громадська і політична діяльність
З 1995 — заступник голови Селянської спілки України. З 1999 — член президії Української аграрної конфедерації.
Березень 1998 — кандидат в народні депутати України, виборчий округ № 209, Чернігівська область. З'явилось 77,2 %, «за» 10,0 %, 4 місце з 18 претендентів.
З 2000 очолював Українську селянську демократичну партію. У парламентських виборах 2002 року партія брала участь у складі «Команди озимого покоління», у 2006 — у складі Народного блоку Литвина, у 2007 — в складі Селянського блоку «Аграрна Україна». У 2008 році вийшов із партії.
На парламентських виборах 2014 року балотувався в загальнодержавному багатомандатному виборчому окрузі від Радикальної партії, № 8 у партійному списку. Був обраний і отримав мандат народного депутат України, став заступником голови парламентської фракції. Після входження до складу Другого уряду Арсенія Яценюка, 2 грудня повноваження народного депутата Вощевського були достроково припинені відповідною постановою Верховної Ради.

## Сім'я
Одружений. Має доньку.